# Дашковский, Исаак Кальманович
Исаак (Иосиф) Кальманович (Климентьевич) Дашковский (1891—1972) — советский экономист, профессор.

## Биография
Родился в Звенигородке Киевской губернии в еврейской семье. Получил высшее образование, член РКП(б). Действительный член научно-исследовательской кафедры по истории европейской культуры в 1922, профессор Харьковского университета, ректор Коммунистического университета имени Артёма с 1923, профессор Всеукраинского института марксизма в 1925, одновременно читал курс лекций по политической экономии в Харьковском технологическом институте в 1921—1924. Автор свыше 500 научных печатных работ, Дашковский анализировал в своих трудах как мировые экономические процессы, так и сталинскую социально-экономическую политику в СССР.
Представитель группы демократического централизма, руководитель украинского, а затем московского её центров, подписал «платформу 15-ти» в 1927. Исключён из компартии. Арестован 10 декабря 1929, осуждён 23 февраля (по другим данным в марте) 1930 к трём годам ссылки за контрреволюционную деятельность, находился в Колпашево Томской области. После отбытия наказания работал экономистом-плановиком артели «Красный курсант» в населённом пункте Красная Поляна Кировской области. Вторично был осуждён 27 августа 1949 Особым совещанием при МГБ СССР и приговорён к 10 годам ИТЛ. Реабилитирован Военной коллегией Верховного суда СССР 24 марта (по другим данным в октябре) 1956. Хотя до 1957 он находился в ссылках, тюрьмах и лагерях, но в отличие от подавляющего большинства оппозиционеров пережил Большой террор и продолжал писать даже в 1970-х.

### Семья
Брат — Давид Калманович Дашковский (1885—1938), инструктор по практическому обучению Евпаторийского участка Агро-Джойнта, осуждён по обвинению в принадлежности к контрреволюционной еврейской буржуазно-националистической шпионской организации к заключению без права переписки.

## Публикации
- «Основы хозяйственного строительства советской власти». 1922.
- «Рынок и цена в современном хозяйстве». Голос труда, 1925.[3]
- «Ленин и аграрный вопрос». Пролетарий, 1925.[4]
- Мировой капитализм и план Дауэса. — Харьков: Пролетарий, 1925. — 115, [2] с.
- Хозяйственная конъюнктура и «левый» курс. 1928/1929.[5]